# Neoantistea spica
Neoantistea spica là một loài nhện trong họ Hahniidae.
Loài này thuộc chi Neoantistea. Neoantistea spica được miêu tả năm 1976 bởi Opell & Joseph A. Beatty.